# Iglesia de San Agustín (Alfara de la Baronía)
La iglesia parroquial de San Agustín es un templo católico situado en la plaza de la Iglesia, 1, en el municipio de Alfara de la Baronía. Es Bien de Relevancia Local con identificador número 46.12.024-001.

## Historia
La primera iglesia de Albalat fue construida por los moriscos del lugar en 1593, según las instrucciones del maestro Garriga.
En 1799 se decidió ampliar el templo, por lo que se encargó a Cristóbal Bueso la construcción del crucero, la cúpula y la capilla de la Comunión. Acabada esta ampliación, se solicitó al mismo arquitecto la reornamentación del templo en estilo jónico.

## Descripción
En su interior alberga obras de Joaquín Oliet Cruella, como la glorificación de San Agustín, la comunión de la Virgen, la Oración en el Huerto y cuadros de santos.